# Elena González (actriz nacida en 1962)
Elena González (Navarredonda, 6 de mayo de 1962) es una actriz española.

## Biografía
En teatro ha participado en el Festival de Teatro Clásico de Mérida, con Edipo Rey (2015), dirigido por Alfredo Sanzol.
Elena González ha trabajado, entre otras obras, en Enrique VIII, dirigida por Ernesto Arias; Días estupendos, Risas y destrucción y Sí, pero no lo soy, " La Ternura" escritas y dirigidas por Alfredo Sanzol; Pareja abierta de Dario Fo, dirigida por Esteve Ferré; Divinas palabras, de Valle-Inclán, dirigida por Gerardo Vera y Cara de plata, de Valle-Inclán, dirigida por Ramón Simó; Retablo de la avaricia, la lujuria y la muerte, de Valle-Inclán, dirigida por José Luis Gómez o Historia de una escalera, de Antonio Buero Vallejo, dirigida por Juan Carlos Pérez de la Fuente.

### Vida personal
Elena González está casada con el tambien actor Pepe Viyuela, con quien tiene dos hijos (Samuel y Camila) que también se dedican a la actuación.

## Teatro
- Retablo de la avaricia, la lujuria y la muerte (1999) de Valle-Inclán
- Sólo los peces muertos siguen el curso de los ríos (1999)
- Juul ¿qué te ha pasado?
- Biografía. Un juego, (1998), de Max Frisch
- Madre, el drama padre (2001), de Jardiel Poncela[1]
- Historia de una escalera (2003) de Antonio Buero Vallejo[2]
- Cara de plata de Valle-Inclán
- Divinas palabras (2006) de Valle-Inclán[3]
- Risas y destrucción (2006) de Alfredo Sanzol
- Pareja abierta (2007) de Dario Fo
- Si, pero no lo soy (2008) de Alfredo Sanzol
- Días estupendos de Alfredo Sanzol[4]
- Serena Apocalipsis (2013)
- Enrique VIII (2012-2014) de Ernesto Arias[5]
- Edipo Rey (2014-2015) de Alfredo Sanzol[6]
- Oraciones a Maria (Guerrero) (2015) de  Ernesto Caballero[7]
- Mármol (2016), de Marina Carr.
- La ternura (2017), de Alfredo Sanzol
- El bar que se tragó a todos los españoles (2021), de Alfredo Sanzol
- El Golem (2022), de Juan Mayorga

## Cine
- Tercera oportunidad de Xudit Casas.
- Clóset de Rakesh B. Narwani
- Malena es un nombre de tango de Gerardo Herrero

## Televisión
- Qué loca peluquería
- Los Serrano
- Mesa para cinco
- Centro Médico
- Arde Madrid
- Pioneras